# Tambak (Cimarga)
Tambak is een bestuurslaag in het regentschap Lebak van de provincie Banten, Indonesië. Tambak telt 3321 inwoners (volkstelling 2010).